# Атамановка (Волгоградская область)
Атамановка — хутор в Даниловском районе Волгоградской области. Административный центр Атамановского сельского поселения.
Население — 601 (2010)

## История
Дата основания не установлена. Некоторое время носил имя Атаманский. Хутор относился к юрту станицы Малодельской Усть-Медведицкого округа Земли Войска Донского (с 1870 — Область Войска Донского). В 1859 году на хуторе проживало 202 мужчины и 217 женщин. Большая часть населения была неграмотной. Согласно переписи населения 1897 года на хуторе проживало 404 мужчины и 434 женщины, из них грамотных: мужчин — 122, женщин — 11.
Согласно алфавитному списку населённых мест Области Войска Донского 1915 года на хуторе имелось хуторское правление, Николаевская единоверческая церковь, молитвенный дом, проживало свыше 800 жителей, земельный надел составлял 4488 десятин.
С 1928 года — в составе Берёзовского района Хопёрского округа (упразднён в 1930 году) Нижне-Волжского края (с 1934 года — Сталинградского края, с 1936 года — Сталинградской области). Хутор являлся центром Атамановского сельсовета Указом Президиума ВС РСФСР от 1 февраля 1963 года № 741/95 Березовский район был ликвидирован, Атамановский сельсовет передан в состав Котовского района. В 1966 году — передан в состав Даниловского района

## География
Хутор находится в степи, в пределах Доно-Медведицкой гряды Приволжской возвышенности, на левом берегу реки Берёзовка. Высота центра населённого пункта около 105 метров над уровнем моря. В районе хутора рельеф местности полого-увалистый, осложнённый балками и оврагами (в районе хутора оканчиваются балки Родниковская, Мишина и Шаронова). На западе Атамановка граничит с хутором Петруши. Почвы — чернозёмы южные и чернозёмы солонцеватые и солончаковые.
По автомобильным дорогам расстояние до районного центра посёлка Даниловка — 30 км, до областного центра города Волгоград — 230 км, до ближайшего города Фролово — 83 км.
Климат
Климат умеренный континентальный (согласно классификации климатов Кёппена — Dfa). Многолетняя норма осадков — 417 мм. Наибольшее количество осадков выпадает в июне — 49 мм, наименьшее в марте — 22 мм. Среднегодовая температура положительная и составляет + 6,9 °С, средняя температура самого холодного месяца января −9,2 °С, самого жаркого месяца июля +22,5 °С.
Часовой пояс
Атамановка, как и вся Волгоградская область, находится в часовой зоне МСК (московское время). Смещение применяемого времени относительно UTC составляет +3:00.

## Население
Динамика численности населения по годам:
| 1859 | 1873 | 1897 | 1915 | 1987 | 2002 |
| ---- | ---- | ---- | ---- | ---- | ---- |
| 419  | 627  | 838  | 884  | ≈740 | 656  |

| 2010 |
| ---- |
| 601  |